# Vũ Tiến, Thường Châu
Vũ Tiến (giản thể: 武进区; phồn thể: 武進區; bính âm: Wǔjìn Qū, âm Hán Việt: Vũ Tiến khu) là một quận thuộc địa cấp thị Thường Châu, tỉnh Giang Tô, Giang Tô, Trung Quốc. Quận Vũ Tiến có diện tích 1.066 km², dân số năm 2020 là 1.697.380 người, mật độ dân số đạt 1.600 người/km². Có 1.191.844 người sống trong vùng nội thành, chiếm 70% dân số của quận. Mã số bưu chính của quận là 213100.

## Phân chia hành chính
Quận Vũ Tiến được chia thành 22 trấn: Hồ Đường, Ngưu Đường, Lạc Dương, Diêu Quan, Hoành Lâm, Hoành Sơn Kiều, Phù Dung, Tiêu Khê, Trịnh Lục, Tuyết Yển, Phan Gia, Tào Kiều, Tiền Hoàng, Lễ Gia, Trại Kiều, Trâu Khu, Bốc Dặc, Hậu Khê, Gia Trạch, Hoàng Lý, Đông An, Bôn Ngưu.